# 전벽
전벽(田闢, 1584년 ~ 1657년)은 조선 중기의 문신이다. 자는 자서(滋墅)이고 호는 서정(西亭), 본관은 담양(潭陽)이다. 보령현감, 예조정랑, 예빈시정 등을 역임했다.

## 가족 관계
- 증조부 : 전산보(田珊寶)
  - 할아버지 : 전우(田耦)
    - 양아버지 : 전대록(田大祿)
    - 양어머니 : 홍길순(洪吉順)[1]
    - 아버지 : 전대복(田大福)
    - 어머니 : 홍길순(洪吉順)[2]

## 참고 자료
- 광해군일기(光海君日記)
- 인조실록(仁祖實錄)
- 국조방목(國朝榜目)
- 연려실기술(燃藜室記述)
- 응천일록(凝川日錄)